# Xyz-Format
Das xyz-Format wird in der Computerchemie und Bioinformatik verwendet und enthält kartesische Koordinaten in drei Dimensionen zur Beschreibung der Positionen von Atomen in Molekülen. Als Maßeinheit werden meist Ångström, seltener atomare Einheiten verwendet. 
Dieses Format wird von vielen Programmen verstanden, eine formale Definition wurde aber nie veröffentlicht. Deshalb kann sich das Format je nach verwendetem Computerprogramm leicht unterscheiden, bzw. das jeweilige Programm kann Probleme beim Lesen nicht-konformer xyz-Dateien haben.

## Formatspezifikation
Wie die meisten in der Computerchemie verwendeten Dateiformate ist auch das xyz-Format zeilenorientiert aufgebaut:
```
1. Zeile:              Anzahl der Atome  (Ganzzahl)
2. Zeile:              Kommentar         (Zeichenkette)
3. Zeile und folgende: Elementname x- y- z-Koordinaten (Zeichenkette bzw. Ganzzahl, 3 Kommazahlen)
```

In seiner allgemeinsten Spielart erlaubt das xyz-Format in den Atomspezifikationen ab der dritten Zeile noch die Angabe einer (Atomladung, Kommazahl), dreier (kartesischer Schwingungsvektor, 3 Kommazahlen) oder vierer (Schwingungsvektor und Atomladung) zusätzlicher Spalten.
```
Element  x y z [x-vektor y-vektor z-vektor] [q]
```

Anders als andere weitverbreitete Dateiformate (z. B. pdb-Format) gibt das xyz-Format keine festen Zahlenformate und -positionen vor.

## Beispiel
Im Folgenden ist eine Beispieldatei für das Wassermolekül dargestellt. Alle Koordinatenangaben (ab Zeile 3, Spalte 2 bis 4) sind in Ångström, die Ladungen als Vielfaches der Elementarladung angegeben:
```
        3
Wassermolekül, in x-y-Ebene liegend; AM1-Rechnung
    O       0.000000     0.000000     0.000000     -0.382710
    H       0.961151     0.000000     0.000000      0.191355
    H      -0.224986     0.934448     0.000000      0.191355
```